# Słowo Pomorskie
Słowo Pomorskie – polski dziennik związany z Narodową Demokracją, wydawany od 1920 roku w Toruniu w nakładzie 30 tysięcy egzemplarzy, w latach trzydziestych w 10 tysiącach. Ze względu na endecką orientację była przedmiotem administracyjnych szykan ze strony sanacyjnych władz. 

## Charakterystyka
Z inicjatywą założenia pisma wyszedł Jan Marweg. W tworzenie dziennika zaangażował się też Stanisław Kozicki. Po I wojnie światowej niemieckie toruńskie gazety zostały zlikwidowane i przejęło je Towarzystwo Akcyjne „Drukarnia Polska”. Następnie powołano do życia Towarzystwo Akcyjne „Drukarnia Toruńska”, które było wydawcą „Słowa Pomorskiego”. Pierwszym redaktorem naczelnym został pochodzący z Galicji Stefan Sacha. Wobec narastającego konfliktu pomiędzy dziennikarzami spoza Pomorza a miejscowymi, obowiązki redakcyjne w 1933 objął Stanisław Bernatt. Ale już w 1934 zastąpił go Stanisław Cieślak (naczelny do 1939).
Dziennik był wydawany w objętości 6 do 10 stron. W pierwszych latach istnienia pismo cieszyło się dobrą sytuacją finansową. Problemy rozpoczęły się, kiedy władzę w 1926 objęła sanacja oraz w latach 30. XX w. w wyniku wielkiego kryzysu. W 1934 siedziba redakcji została zaatakowana przez „nieznanych sprawców”, przeprowadzono 32 konfiskaty, zaś w 1935 nałożono grzywnę. Fatalną sytuację pisma pogrążał fakt malwersacji finansowych dyrektora „Drukarni Toruńskiej” Stanisława Boka. Dzięki zaangażowaniu m.in. Mariana Seydy kryzys został zażegnany. 

## Dzieje powojenne
Gazeta ukazywała się także po 1945 roku, wydawaniem zajmował się Pomorski Urząd Wojewódzki z siedzibą w Toruniu, jednak już po kilkudziesięciu numerach (w marcu 1945 roku) zostało zastąpione „Nowym Dniem Robotnika”, który wkrótce zmienił nazwę na „Robotnika Pomorskiego” i po połączeniu w 1947 roku z grudziądzkim „Głosem Pomorza”, wychodził pod tą nazwą w Toruniu do 1948 roku. Z powodu przejęcia większości gazet przez PZPR w regionie pomorsko-kujawskim doszło do fuzji „Głosu Pomorza” i wychodzącej w Bydgoszczy „Gazety Zachodniej”, w efekcie powstała ukazująca się do dziś „Gazeta Pomorska”.
Redakcja główna mieściła się w Toruniu przy ul. św. Katarzyny 4. Dziennik posiadał ekspozytury w Chełmży, Grudziądzu, Gdyni, Bydgoszczy i Inowrocławiu.